# Tiana (Vorname)
Tiana ist ein weiblicher Vorname.

## Namensherkunft
Der Name hat verschiedene mögliche Herkunftswege. So kann er entweder eine Kurzform des christlichen Vornamens Christiana (griechisch χριστός christós, der Gesalbte bzw. christa, die Gesalbte) darstellen oder für den russischen Vornamen Tatjana (feminine Form des römischen Namens Tatianus, der auf den Sabinerkönig Titus Tatius zurückgeht).
Darüber hinaus ist Tiana eine Abwandlung vom Namen Diana, der seine Herkunft in der römischen Göttin der Jagd, des Mondes und der Geburt hat.

## Verbreitung
Tiana ist ein relativ seltener Name. So wurde er zwischen 2010 und 2023 nur etwa 1700 Mal vergeben (zum Vergleich: der 2023 am häufigsten in Deutschland vergebene weibliche Vorname Emilia wurde im selben Zeitraum über 60.000 Mal vergeben).
In den Vereinigten Staaten wurde der Vorname seit 2010 etwa 6.000 Mal vergeben und steht damit auf Platz 1.041 der US-amerikanischen Vornamensliste.

## Namensträgerinnen

### Reale Personen
- Tiana Alexandra (* 1961), US-amerikanisch-vietnamesische Schauspielerin und Filmregisseurin
- Tiana Benjamin (* 1984), britische Schauspielerin
- Tiana Brown (* 1981), US-amerikanische Tänzerin
- Tiana Coudray (* 1988), US-amerikanische Reiterin und Tänzerin
- Tiana Lemnitz (1897–1994), deutsche Opernsängerin
- Tiana Mangakahia, australische Basketballspielerin
- Tiana Angelina Moser (* 1979), Schweizer Politikerin
- Tiana Pongs (* 1979), deutsche Schauspielerin
- Tiana Ringer (* 1985), ehemalige US-amerikanische Wrestlerin
- Tiana Xiao (* 1990), japanische Popsängerin

### Fiktive Figuren
- Tiana, Hauptfigur aus dem Zeichentrickfilm Küss den Frosch